# Johann Georg Benda
Johann Georg Benda (Jan Jiři Benda; getauft 16. April oder 30. August 1713 in Neu Benatek; † 1752 in Berlin) war ein böhmischer Komponist.

## Leben und Wirken
Johann Georg Benda war der zweite Sohn des Leinewebers und Musikers Hans Georg Benda und seiner Ehefrau Dorothea (1686–1762), geborene Brixi, Tochter des Dorfkantors Heinrich Brixi in Skalsko. Er folgte seinem Bruder Franz Benda als Violinist nach Dresden, später nach Berlin, wo er als Kammermusiker am preußischen Hof wirkte. Von Benda sind Flötensonaten und Capriccios für Violine überliefert.
Unter seinem Namen erschienen zahlreiche weitere Werke, deren Zuordnung zweifelhaft ist: In der Familie Benda gibt es noch zwei, die den Namen Johann tragen, Nachkommen von Joseph Benda, dem Bruder des Johann Georg Benda, nämlich ein Sohn Johann Friedrich Ernst Benda (* 10. Oktober 1749; † 24. Februar 1785), und dessen Sohn Johann Wilhelm Otto Benda (* 30. Oktober 1775; † 28. März 1832).
Insbesondere Johann Friedrich Ernst Benda könnte als Komponist der zweifelhaften Werke in Frage kommen. Er gründete zusammen mit einem Kollegen, dem Bratschisten Carl Ludwig Bachmann Liebhaberkonzerte, deren Mitglieder hauptsächlich Dilettanten waren. Da liegt es nahe, dass er insbesondere eigene Violinkonzerte einbrachte.
Im Verlag Walter de Gruyter & Co. Berlin erschienen von Franz Lorenz zwei Bände Biographien der Familie Benda. Der angekündigte dritte Band mit Werkverzeichnissen wurde aus nicht geklärten Gründen nicht veröffentlicht. Da Lorenz den zweiten Band seinen Enkeln widmete, ist es möglich, dass er vor der Fertigstellung des Werkverzeichnisses verstarb.
Die Staatsbibliothek Preußischer Kulturbesitz in Berlin besitzt das handschriftliche thematische Verzeichnis ohne Quellen u. ä. Es enthält die Werke von folgenden Mitgliedern der Familie:
- Franz Benda (Nrn. 1–246)
- Johann Georg Benda (248–280)
- Joseph Benda (282–287)
- Friedrich Wilhelm Heinrich Benda (289–350)
- Carl Hermann Heinrich Benda (352–353)
- Johann Friedrich Ernst Benda (354)
- Juliane Benda (355–463)
- Georg Anton Benda (476–740)
- Friedrich Ludwig Benda (747–772)